# Gymnura zonura
Gymnura zonura  (лат.)) — вид рода скатов-бабочек семейства гимнуровых отряда хвостоколообразных. Эти скаты обитают в тропических водах восточной части Индийского и западной части Тихого океана. Ведут донный образ жизни, встречаются на глубине до 40 м. Грудные плавники скатов-бабочек образуют диск, ширина которого намного превосходит длину. Окраска дорсальной поверхности диска коричневатого цвета с многочисленными светлыми и тёмными пятнышками. Позади глаз расположены брызгальца Максимальная ширина диска 106 см. Размножение происходит путём яйцеживорождения. Эмбрионы развиваются в утробе матери, питаясь желтком и гистотрофом. Представляют незначительный интерес для коммерческого промысла.

## Таксономия
Впервые новый вид был описан в 1852 году. Видовой эпитет происходит от слов др.-греч.   — «пояс» и др.-греч. οὐρά — «хвост».

## Ареал
Gymnura zonura обитают в западной части Тихого океана и в восточной части Индийского океана у берегов Индии, Индонезии, Сингапура и Таиланда. Они встречаются на глубине до 40 м.

## Описание
Грудные плавники скатов-бабочек вытянуты в виде широких «крыльев», превосходящие длину. Они сливаются с головой, образуя ромбовидный диск. Рыло короткое и широкое с притуплённым кончиком. Позади глаз имеются брызгальца. На вентральной стороне диска расположены довольно крупный изогнутый рот, ноздри и 5 пар жаберных щелей. Между ноздрями пролегает кожаный лоскут. Зубы мелкие, узкие и заострённые. Брюшные плавники маленькие и закруглённые.
Хвост нитевидный. Хвостовой, анальный и спинные плавники отсутствуют. На конце хвостового стебля имеются дорсальный и вентральный гребни. Окраска дорсальной поверхности диска коричневатого цвета с светлыми пятнышками. Хвост полосатый. Максимальная зарегистрированная ширина диска 106 см.

## Биология
Подобно прочим хвостоколообразным скаты-бабочки размножаются яйцеживорождением. Эмбрионы развиваются в утробе матери, питаясь желтком и гистотрофом. Половая зрелость наступает при ширине диска 48 см. В помёте до 4 новорожденных.

## Взаимодействие с человеком
Эти скаты представляют незначительный интерес для коммерческого рыболовства, их мясо съедобно. Иногда они попадаются в качестве прилова при коммерческом промысле с помощью тралов, жаберных сетей и неводом. Международный союз охраны природы присвоил этому виду статус «Уязвимый»